# Onikanje
Oníkanje je raba oblike tretje osebe množine moškega spola v govoru s spoštovano osebo, npr. »Kako se počutijo, gospa?« (namesto oblike vikanja: »Kako se počutite, gospa?«). Danes je tak način ogovarjanja že skoraj čisto iz rabe, do nedavnega pa je bilo onikanje v redni uporabi tako v neposrednem kot v posrednem ogovoru (oz. govorjenjem o odsotni osebi). Njegova uporaba je omejena na najstarejšo generacijo, primeri uporabe ultraformalnega ogovora pa se pojavljajo (resda izjemoma) tudi pri govorcih srednjih let.

## Zgodovina
Pravo onikanje v ohranjenih slovenskih pisnih virih prvič najdemo na prelomu iz 17. v 18. st. v pridigah Janeza Svetokriškega, vendar se namesto onikanja tudi tam pogosteje uporablja vikanje. V 18. stoletju se je začel zaimek oni uporabljati samostojno v nagovarjanju in s tem se je oblikoval tridelni sistem ogovornih zaimkov (tikanje, vikanje, onikanje), ki je omogočal natančnejše izražanje družbenih razlik. Slovničarji v 19. stoletju so začeli onikanje preganjati kot germanizem. Prvi med njimi je bil Jernej Kopitar, kasneje pa je tudi Valentin Vodnik v svoji slovnici izrazil podobno purističen odnos do onikanja. Do srede 19. stoletja je vikanje počasi izrinilo onikanje v vseh položajih in nabor ogovornih zaimkov za izražanje družbenih razlik se je v knjižnem jeziku skrčil v dvodelni sistem, ki ga poznamo še danes. Pred tem je slovenski govor poznal zapleteni štiridelni sistem ogovarjanja, po formalnosti od tikanja, vikanja, onikanja in do najformalnejše oblike naslavljanja z naslovom in tretjeosebno množinsko glagolsko obliko (Vaša gnada + množinski ogovor).

## Izvor
Za slovenski ogovorni sistem se domneva, da je nastajal pod močnim vplivom nemščine kot stoletja prestižnega jezika na tem območju, vendar pa se zdi, da predstavlja slovenska uporaba onikanja v posrednem ogovoru samostojen izum.